# Herbert Zimmermann
Herbert Zimmermann (født 1. juli 1954 i Vesttyskland) er en tidligere tysk fodboldspiller, der som forsvarer eller alternativt angriber på Vesttysklands landshold var med til at blive europamester ved EM i 1980. På klubplan spillede han for Bayern München og FC Köln.

## Titler
Bundesligaen
- 1973 og 1974 med Bayern München
- 1978 med FC Köln

DFB-Pokal
- 1977, 1978 og 1983 med FC Köln

Europa Cup for Mesterhold
- 1974 med Bayern München

EM
- 1980 med Vesttyskland